# 김원경 (모델)
김원경(1981년 3월 2일 ~ )은 대한민국의 여자 모델이다.

## 수상
- 2000년 동아TV 떠오르는 신인 모델
- 2010년 제26회 코리아 베스트드레서 백조상 모델부문

## 패션쇼
- 돌체 앤 가바나
- Vera Wang
- Iceberg
- Carlos Miele
- Michon Schur
- Zero Maria Cornejo
- Ellie Tahari
- Missgee collection
- YCH
- SJYP
- Andy & Debb
- Kimdongsoon Ultimo
- Big park
- Deemoo Parkchoonmoo

## 광고
- 대한항공
- 소니 사이버샷
- Buckaroo
- CJ Mall
- Evisu
- 신세계백화점
- SK 텔레콤
- Zales